# Kate Green
Pour les articles homonymes, voir Green.
Katherine Anne Green, née le 2 mai 1960 à Édimbourg, est une femme politique du Parti travailliste qui est député de Stretford et Urmston de 2010 à 2022 et adjointe au maire du Grand-Manchester depuis 2023.

## Jeunesse
Green est née à Édimbourg, de Maurice Green et Jessie Craig Bruce. Elle fréquente la Currie High School et l'université d'Édimbourg, où elle obtient un baccalauréat en droit. 
Après l'université, elle commence une carrière à la banque Barclays, travaillant pour l'organisation de 1982 à 1997. De 1997 à 1999, elle travaille comme détachée à Whitehall et au sein du groupe industriel au ministère de l'Intérieur. 
Green est directrice du Conseil national pour les familles monoparentales entre 2000 et 2004, puis occupe le poste de directrice générale du Child Poverty Action Group jusqu'en 2009. Parallèlement à cela, elle est membre de la London Child Poverty Commission, et est finalement présidente de l'organisme. Elle est également magistrate dans la ville de Londres entre 1993 et 2009. 

## Politique et Parlement
Elle rejoint le Parti travailliste en 1990 et se présente en vain aux élections générales de 1997 comme candidate pour la circonscription du Grand Londres des villes de Londres et de Westminster. Elle se présente aux élections de 2000 à l'Assemblée de Londres dans la circonscription du Centre-Ouest, mais est encore une fois non élue. En 2009, elle est sélectionnée comme candidate parlementaire prospective pour Stretford et Urmston sur une liste restreinte de femmes après l'annonce de Beverley Hughes qu'elle ne se représenterait pas. Elle est élue députée le 6 mai 2010, obtenant 48,6 % des voix et augmentant la majorité obtenue par Hughes aux élections générales de 2005. 
Après son entrée au Parlement, Green est vice-présidente du Forum politique national du Parti travailliste et préside le groupe travailliste parlementaire des femmes. 
À la suite d'un remaniement de l'équipe ministérielle fantôme travailliste en octobre 2011, elle est promue ministre fantôme des Égalités en collaboration avec Yvette Cooper,. 
En novembre 2011, Green est critiquée pour ne pas avoir déclaré d'intérêt lors du dépôt d'un amendement à un projet de loi. Elle avait négligé de mentionner son appartenance au syndicat GMB lorsqu'elle tentait de modifier le projet de loi sur l'aide juridique. Dans une déclaration au Parlement, Green s'est excusé, déclarant : « J'ai été informé de ces amendements par le syndicat GMB. Mon inscription au registre des intérêts financiers des députés montre clairement mon appartenance et mes relations avec ce syndicat, mais je regrette de ne pas avoir attiré l'attention sur ce point la semaine dernière à la Chambre, car les amendements ne concernaient pas spécifiquement le syndicat, mais les droits des employés. » Le président de la Chambre des communes, John Bercow, a accepté les excuses de Green, la qualifiant de « très courtoise » et insistant sur le fait que l'affaire avait été réglée.   
Après un remaniement de l'équipe ministérielle fantôme en octobre 2013, Green est promue ministre fantôme des personnes handicapées. 
Elle est réélue aux élections générales de 2015 grâce à une augmentation du taux de participation, réussissant à améliorer à la fois la part et la majorité du Parti travailliste. Après l'élection de Jeremy Corbyn à la tête du Parti travailliste, elle est de nouveau promue au cabinet fantôme de l'opposition officielle en tant que secrétaire d'État pour les femmes et les égalités. Elle démissionne de ce poste le 27 juin 2016. Green devient directrice de la campagne à la direction d'Owen Smith contre Jeremy Corbyn lors de l'élection à la direction du Parti travailliste britannique de 2016. Green écrit dans le New Statesman en septembre 2016: "Même lorsque Jeremy constate qu'il y a un problème, ses solutions le renforcent trop souvent plutôt que de s'attaquer aux causes profondes de l'inégalité entre les sexes". Dans un discours de mars 2016, Corbyn a préconisé la dépénalisation de l'industrie du sexe « sans aucune discussion ni consultation avec son cabinet fantôme, avec moi en tant que ministre fantôme pour les femmes et l'égalité, avec les femmes du PLP ou, à ma connaissance, avec quiconque dans le parti travailliste au sens large. »
En décembre 2016, elle devient présidente de la Fabian Society. Green est réélue aux élections générales de 2019. 
En avril 2020, elle est nommée ministre fantôme de la stratégie de lutte contre la pauvreté des enfants par le nouveau chef du parti, Keir Starmer.
Elle démissionne le 10 novembre 2022 et est nommée adjointe au maire du Grand-Manchester, chargée de la Sécurité, le 9 janvier 2023.

## Vie privée
Elle épouse Richard Duncan Mabb en 1985; le couple divorce en 2006. 
Elle est membre des syndicats GMB et Unite, de la Fawcett Society, de la Fabian Society et du CPAG.